# Herb gminy Sztutowo
Herb gminy Sztutowo – jeden z symboli gminy Sztutowo ustanowiony 14 listopada 1997.

## Wygląd i symbolika
Herb przedstawia na tarczy koloru błękitnego złoty lub żółty statek jednomasztowy z białym rozciągniętym żaglem. Umieszczony jest na biało-błękitnych falach.